# Амбра, Франческо д’
Франческо д’Амбра (итал. Francesco d'Ambra; 1499 год, Флоренция — 1558 год, Рим) — итальянский комический писатель и драматург.
Был членом флорентинской академии (Accademia degli Umidi), где часто читал свои произведения.

## Творчество
Три его комедии упоминаются с похвалой в словаре Академии делла Круска и несколько раз издавались отдельно, в последний раз в «Theatro classico» (Триест, 1858):
- комедия в стихах «Il furto» (кража, 1544) (опубликована в 1564);
- комедия в прозе «I Bernardi» — пьеса, сюжет которой подобен шекспировой «Комедии ошибок», но написана ранее последней, 1547—1548 (опубликована в 1558);
- комедия в стихах «Cofanario» с интермедиями (1550—1555), сыгранная на празднествах свадьбы Франческо Медичи и Иоанны Австрийской 18 декабря 1565 года.